# Gerard Damiano
Gerard Damiano, all'anagrafe Gerardo Rocco Damiano, noto anche con lo pseudonimo di Jerry Gerard (Chicago, 4 agosto 1928 – Fort Myers, 26 ottobre 2008), è stato un regista statunitense, attivo esclusivamente nel settore pornografico .

## Biografia
Di origine italiana, dopo aver abbandonato il precedente lavoro di parrucchiere, iniziò a girare film alla fine degli anni sessanta con lo pseudonimo Jerry Gerard. Nel 1972 conobbe Chuck Traynor, gestore di un topless bar, il quale gli presentò la giovane moglie Linda Susan Boreman. Il regista, dopo averle assegnato il nome d'arte Linda Lovelace, la vorrà come protagonista nel film La vera gola profonda, pellicola destinata a diventare un cult del genere pornografico seguito da Deep Throat III del 1989 ma mai uscito nei cinema; il suo mercato ha avuto diffusione solo attraverso l'home video. Nello stesso anno uscì Miss Jones.
Diresse agli inizi degli anni novanta alcuni film con Moana Pozzi, tra cui Manbait, The Naked Goddess (entrambi divisi e distribuiti in due parti) e Buco profondo. Nel 1991 scritturò un'altra pornodiva italiana, Milly D'Abbraccio, questa volta per la pellicola pornografica Proposta oscena. Nel 1995 si ritirò a vita privata assieme alla moglie Paula Morton, sposata vent'anni prima. 
Morì il 26 ottobre 2008 per complicazioni a seguito di un ictus a 80 anni.

## Omaggi
La sua storia ha in parte ispirato il personaggio interpretato da Burt Reynolds nel film Boogie Nights.

## Filmografia

### Regista
- We All Go Down (1969)
- The Marriage Manual (1970)
- Changes (1970)
- The Magical Ring (1971)
- Teenie Tulip (1971)
- Evil Ways of Love (1972)
- La vera gola profonda (Deep Throat) (1972)
- Meatball (1972)
- Miss Jones (The Devil in Miss Jones) (1973)
- Legacy of Satan (1974)
- Memories Within Miss Aggie (1974)
- The Story of Joanna (1975)
- Let My Puppets Come  (1976)
- Odyssex - L'impero dei piaceri sessuali (Odyssey: The Ultimate Trip) (1977)
- People (1978)
- Skin-Flicks (1978)
- I racconti immorali di Manuela (Manuela) (1979)
- Giochi bagnati (For Richer for Poorer) (1979)
- Fantasy (1979)
- Alpha Blue - L'universo erotico di Gerard Damiano (Alpha Blue) (1981)
- Profondo erotico (Never So Deep) (1981)
- Beyond Your Wildest Dreams (1981)
- Fantasie erotiche di Gerard Damiano (Consenting Adults) (1982)
- L'appetito della notte (Night Hunger) (1983)
- Whose Fantasy Is This Anyway? (1983)
- Gola... 12 anni dopo (Throat: 12 Years After) (1984)
- Return to Alpha Blue (1984)
- Il desiderio soddisfatto (Cravings) (1985)
- Flesh and Fantasy  (1985)
- Forbidden Bodies (1986)
- Ultrasex (1987)
- Slightly Used (1987)
- Maximum Head (1987)
- Lessons in Lust (1987)
- Future Sodom (1987)
- Ruthless Women (1988)
- Candy's Little Sister Sugar (1988)
- Splendor in the Ass (1989)
- Young Girls in Tight Jeans (1989)
- Perils of Paula (1989)
- Dirty Movies (1989)
- Giochi di coppia (1991)
- Just for the Hell of It (1991)
- Proposta oscena (1991)
- Manbait (1991) (distribuito in due parti)
- Buco profondo - L'insaziabile viziosa (The Last Couple) (1992)
- The Naked Goddess (1992) (distribuito in due parti)